# Ilse Rieth
Ilse Rieth (* 25. Juni 1928 in Hamburg-Bergedorf; † 2. Februar 2021 in Uetersen) war eine deutsche Chorleiterin und Trägerin des Verdienstordens der Bundesrepublik Deutschland.

## Leben
Sie wuchs als Tochter eines Exportkaufmanns und einer Hausfrau im Stadtteil Bergedorf mit ihren drei älteren Brüdern auf. Im Zweiten Weltkrieg wurde ihre Familie schwer belastet, ihr ältester Bruder fiel, die anderen beiden wurden schwer verwundet. Als Kind lernte Rieth das Spielen der Blockflöte und des Klaviers. 1948 machte sie ihr Abitur am Luisen-Gymnasium  in Hamburg-Bergedorf. Anschließend begann ein dreijähriges Studium der Kirchenmusik in Hamburg. Danach arbeitete Ilse Rieth 17 Jahre lang als Kirchenmusikerin in verschiedenen Kirchengemeinden, wie in Moorrege und Uetersen, und war anschließend bis zum Eintritt ins Rentenalter als Musiklehrerin an der Realschule Tornesch sowie in Uetersen tätig.
Ilse Rieth war 1965 die Gründerin der Chorknaben Uetersen an der Erlöserkirche und leitete den überregional bekannten Knabenchor über 25 Jahre lang, bis ins Jahr 1991. In dieser Zeit trat der Chor mehrmals in der Aktuellen Schaubude auf und unternahm Konzert-Tourneen durch Europa und die Vereinigten Staaten. Weitere Höhepunkte waren die Begegnungen mit dem damaligen Bundeskanzler Helmut Kohl und dem Papst. 1968 gründete sie einen Blockflötenchor und rief zehn Jahre später einen Kammerchor ins Leben.
Für ihre bedeutende musikalische Arbeit wurde ihr 1986 vom damaligen Bundespräsidenten Richard von Weizsäcker das Bundesverdienstkreuz der Bundesrepublik Deutschland verliehen. Die Stadt Uetersen zeichnete Ilse Rieth 1991 mit dem Ehrentaler der Stadt und 1999 mit der Rosennadel aus.